# Monika Leisch-Kiesl
Monika Leisch-Kiesl (* 1960 in Linz) ist eine österreichische Kunsthistorikerin.

## Leben
Nach der Matura 1978 in Linz studierte sie von 1978 bis 1983 Fachtheologie und selbständige Religionspädagogik an der Katholisch-Theologischen Hochschule, Linz (Mag. theol.) und von 1978 bis 1980 im Zusatzstudium Textiles Gestalten an der Hochschule für Künstlerische und Industrielle Gestaltung. 
Von 1984 bis 1996 war sie wissenschaftliche Assistentin am Institut für Kunst (Vorstand: Günter Rombold), Theologische Fakultät, Linz. 
Nach der Promotion 1990 an der Universität Salzburg (Dr. theol.) hatte sie von 1991 bis 1996 Lehraufträge zu Gender Studies in Theologie und Kunstgeschichte in Österreich, Deutschland und der Schweiz. Von 1986 bis 1994 studierte sie Kunstgeschichte und Philosophie an den Universitäten Salzburg, Wien und München. 1992 vertrat sie eine Dozentur für Kunstgeschichte an der Hochschule für Angewandte Kunst Wien. 1995 lehrte sie Gastprofessorin für Kunstwissenschaft – Schwerpunkt 20. Jahrhundert an der Theologischen Fakultät der Universität Eichstätt. Nach der Promotion 1996 in Kunstgeschichte an der Universität Basel (Dr. phil.) lehrt er seit 1996 als Professorin für Kunstwissenschaft und Ästhetik und Leitung des Instituts für Kunst / dann: für Kunstwissenschaft der KU Linz. 2017 wurde ihr das Goldene Verdienstzeichen des Landes Oberösterreich verliehen. 2025 wurde sie emeritiert.
Ihre Forschungsschwerpunkte sind (mittelalterliche) Buchmalerei unter Berücksichtigung des Verhältnisses von Text und Bild, künstlerische Positionen der Moderne und der Gegenwart, Ansatzpunkte für einen Diskurs zwischen der Kunst (des 20./21. Jahrhunderts) und philosophischen bzw. theologischen Positionen, Kunsttheorie und Ästhetik, Zeichnung, Gender Studies und Kunst in inter- und transkulturellen Kontexten.

## Schriften (Auswahl)
- Eva als andere. Eine exemplarische Untersuchung zu Frühchristentum und Mittelalter. Köln 1992, ISBN 3-412-03591-2.
- Verbergen und entdecken. Arnulf Rainer im Diskurs von Moderne und Postmoderne. Wien 1996, ISBN 3-85165-236-3.
- mit Hanjo Sauer: Religion und Ästhetik bei Ingmar Bergman und Luis Buñuel. Eine interdisziplinäre Auseinandersetzung mit dem Medium Film. Frankfurt am Main 2005, ISBN 3-631-53243-1.
- ZeichenSetzung – BildWahrnehmung. Toba Khedoori. Gezeichnete Malerei. Wien 2016, ISBN 3-903131-29-6.
- Zeich(n)en.Setzen. Bedeutungsgenerierung im Mäandern zwischen Bildern und Begriffen. (Herausgeber Monika Leisch-Kiesl). Transcript Verlag, Bielefeld 2020.
- Die Dame Vernunft und das Schreiben von Geschichte. ‚Christine de Pizans Livre de la Cité des dames‘. Olms Verlag, Hildesheim 2021, ISBN 978-3-487-16021-4.